# Ivan Papanin (schip, 1990)
De Ivan Papanin (Russisch: Иван Папанин) is een Russisch vrachtschip van het Scheepvaartbedrijf van Moermansk (Мурманское Морское Пароходство; MSCO). Zijn naamgever Ivan Papanin was een Russische poolonderzoeker in het begin van de twintigste eeuw.
Het schip is vooral actief in de ijskoude wateren van de poolgebieden, als lichte ijsbreker – met ijsklasse ULA, equivalent met de hoogste Finse classificatie 1A super – en ter ondersteuning van poolonderzoeksteams.  Het wordt gebruikt voor het transport van algemene ladingen, bulkgoederen, rollend materieel en containers. Het schip is ook uitgerust met twee kranen om zijn lading af te zetten aan onuitgeruste oevers en heeft ook een helikopter aan boord.
Zoals zijn Duitse collega Polarstern doet het schip ook dienst ter bevoorrading van verschillende onderzoeksstations op Antarctica. Zo bracht de Ivan Papanin in opdracht van de bouwers van de Prinses Elisabethbasis in januari 2007 en nog eens in januari 2008 het materiaal van België naar Antarctica.